# 1920 en sport automobile
Chronologie du Sport automobile
1919 en sport automobile - 1920 en sport automobile - 1921 en sport automobile
Les faits marquants de l'année 1920 en Sport automobile

## Par mois

### Mai
- 31 mai : 500 miles d'Indianapolis.

### Octobre
- 24 octobre : Targa Florio.

## Naissances
- 15 février : Hans Blees, pilote automobile allemand. († 18 mars 1994).
- 30 avril : Duncan Hamilton, coureur automobile anglais, († 13 mai 1994).
- 18 juillet : Eric Brandon, pilote anglais de course automobile. († 8 août 1982).
- 4 septembre : Clemar Bucci, pilote automobile argentin. († 12 janvier 2011).
- 21 septembre :  Kenneth McAlpine, pilote automobile britannique. Il a notamment participé à sept Grands Prix de championnat du monde de 1952 à 1955, sur Connaught.
- 9 décembre : Doug Serrurier, pilote automobile sud-africain. († 3 juin 2006).
- 16 décembre : Les Leston, pilote automobile britannique. († 13 mai 2012).

## Décès
- 25 novembre : Gaston Chevrolet, entrepreneur et pilote automobile franco-américain. (° 26 octobre 1892).